# Hamza Remili
Pour les articles homonymes, voir Remili.
 (avril 2019).
Si vous disposez d'ouvrages ou d'articles de référence ou si vous connaissez des sites web de qualité traitant du thème abordé ici, merci de compléter l'article en donnant les références utiles à sa vérifiabilité et en les liant à la section « Notes et références ».
Hamza Remili, né le 12 mars 1987 à Blida, est un handballeur algérien. Il à évolué dans le club algérien du Groupement sportif des pétroliers. De 2006 à 2020, il est sélectionné en équipe nationale.

## Palmarès

### avec les Clubs
- Vainqueur du Championnat d'Algérie en, 2006, 2007, 2008, 2009, 2010, 2011 et 2014 avec le GS Pétroliers
- Vainqueur de la Coupe d'Algérie en 2002, 2003, 2004, 2005, 2006, 2007,2008, 2009, 2010 et 2011 avec le GS Pétroliers
- Vainqueur de la Ligue des champions d'Afrique en 2003, 2004, 2005, 2006, 2008 et 2009 avec le GS Pétroliers
- Vainqueur de la Supercoupe d'Afrique "Babacar Fall" en 2004, 2005 et 2006 avec le GS Pétroliers
- troisième de la Coupe du monde des clubs en 2007 avec le GS Pétroliers

### avec l'Équipe d'Algérie
- 5e place au Championnat d'Afrique  2022 ( Égypte)